# Вуаль

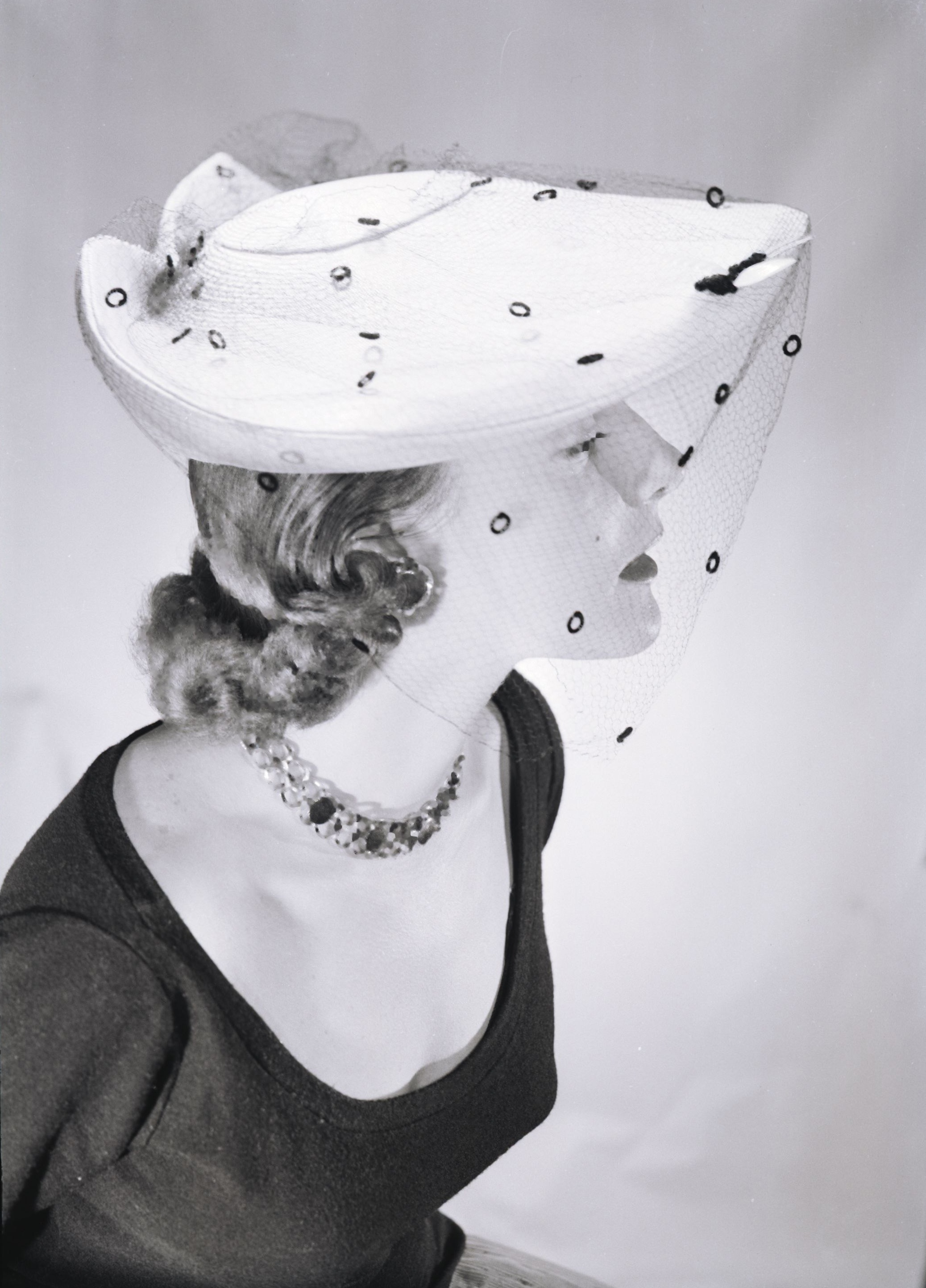
Модель 1954 года в шляпе с вуалью

Вуа́ль (от фр. voile — покрывало, завеса) — женский аксессуар, часть головного убора, частично или полностью закрывающий лицо. Обычно вуаль выполняется из полупрозрачной ткани, кружев, часто в виде сетки. В древности вуали использовались для обозначения классового или религиозного статуса, в современном мире — ещё и в качестве украшения для дамской шляпы или причёски.